# Очеретянка бамбукова
Очеретянка бамбукова (Horornis acanthizoides) — вид горобцеподібних птахів родини Cettiidae.

## Поширення
Вид поширений у Китаї та на Тайвані. Його природними середовищами існування є помірні ліси, чагарники та трав'янисті степи.

## Опис
Дрібний птах, завдовжки 9,5-11 см і вагою близько 6 грам.

## Спосіб життя
Полює на дрібних комах у підліску і на землі. Гніздиться з травня по липень.

## Підвиди
- Horornis acanthizoides acanthizoides (J. Verreaux, 1870) — Південний, Центральний та Південно-Східний Китай;
- Horornis acanthizoides concolor (Ogilvie-Grant, 1912) — Тайвань.